# Formula 1 sezona 1991
Sezona Formule 1 1991 je bila dvainštirideseta sezona svetovnega prvenstva Formule 1 pod okriljem FIE. Začela se je 10. marca 1991 z dirko za Veliko nagrado ZDA, končala pa 3. novembra 1991 s šestnajsto dirko sezone za Veliko nagrado Avstralije. Dirkaški naslov je osvojil Brazilec Ayrton Senna, moštvenega pa McLaren.

## Dirkači in moštva
Naslednja moštva in dirkači so sodelovali v svetovnem prvenstvu Formule 1 v sezoni 1991.
| Moštvo                            | Konstruktor  | Šasija          | Motor                 | Gume | Št | Dirkač             | Testni dirkači                                     |
| --------------------------------- | ------------ | --------------- | --------------------- | ---- | -- | ------------------ | -------------------------------------------------- |
| Honda Marlboro McLaren            | McLaren      | MP4/6           | Honda RA121E          | G    | 1  | Ayrton Senna       | McNish, Palmer, Johansson, Moreno, Pirro, Blundell |
| Honda Marlboro McLaren            | McLaren      | MP4/6           | Honda RA121E          | G    | 2  | Gerhard Berger     | McNish, Palmer, Johansson, Moreno, Pirro, Blundell |
| Braun Tyrrell Honda               | Tyrrell      | 020             | Honda RA101E          | P    | 3  | Satoru Nakajima    | Johnny Herbert, Volker Weidler                     |
| Braun Tyrrell Honda               | Tyrrell      | 020             | Honda RA101E          | P    | 4  | Stefano Modena     | Johnny Herbert, Volker Weidler                     |
| Canon Williams Team               | Williams     | FW14            | Renault RS3           | G    | 5  | Nigel Mansell      | Mark Blundell, Damon Hill                          |
| Canon Williams Team               | Williams     | FW14            | Renault RS3           | G    | 6  | Riccardo Patrese   | Mark Blundell, Damon Hill                          |
| Motor Racing Developments Ltd.    | Brabham      | BT60Y           | Yamaha OX99           | P    | 7  | Martin Brundle     | Brez                                               |
| Motor Racing Developments Ltd.    | Brabham      | BT60Y           | Yamaha OX99           | P    | 8  | Mark Blundell      | Brez                                               |
| Footwork Grand Prix International | Footwork     | FA11C FA12      | Porsche 3512 Ford DFR | G    | 9  | Michele Alboreto   | Brez                                               |
| Footwork Grand Prix International | Footwork     | FA11C FA12      | Porsche 3512 Ford DFR | G    | 10 | Alex Caffi         | Brez                                               |
| Footwork Grand Prix International | Footwork     | FA11C FA12      | Porsche 3512 Ford DFR | G    | 10 | Stefan Johansson   | Brez                                               |
| Moštvo Lotus                      | Lotus        | 102B            | Judd EV               | G    | 11 | Mika Häkkinen      | Johnny Herbert                                     |
| Moštvo Lotus                      | Lotus        | 102B            | Judd EV               | G    | 12 | Julian Bailey      | Johnny Herbert                                     |
| Moštvo Lotus                      | Lotus        | 102B            | Judd EV               | G    | 12 | Johnny Herbert     | Johnny Herbert                                     |
| Moštvo Lotus                      | Lotus        | 102B            | Judd EV               | G    | 12 | Michael Bartels    | Johnny Herbert                                     |
| Fondmetal F1 SpA                  | Fondmetal    | FA1M-E Fomet-1  | Ford DFR              | G    | 14 | Olivier Grouillard | Greco                                              |
| Fondmetal F1 SpA                  | Fondmetal    | FA1M-E Fomet-1  | Ford DFR              | G    | 14 | Gabriele Tarquini  | Greco                                              |
| Leyton House Racing               | Leyton House | CG911           | Ilmor 2175A           | G    | 15 | Mauricio Gugelmin  | Brez                                               |
| Leyton House Racing               | Leyton House | CG911           | Ilmor 2175A           | G    | 16 | Karl Wendlinger    | Brez                                               |
| Leyton House Racing               | Leyton House | CG911           | Ilmor 2175A           | G    | 16 | Ivan Capelli       | Brez                                               |
| Automobiles Gonfaronaise Sportive | AGS          | JH25 JH25B JH27 | Ford DFR              | G    | 17 | Gabriele Tarquini  | Brez                                               |
| Automobiles Gonfaronaise Sportive | AGS          | JH25 JH25B JH27 | Ford DFR              | G    | 17 | Olivier Grouillard | Brez                                               |
| Automobiles Gonfaronaise Sportive | AGS          | JH25 JH25B JH27 | Ford DFR              | G    | 18 | Stefan Johansson   | Brez                                               |
| Automobiles Gonfaronaise Sportive | AGS          | JH25 JH25B JH27 | Ford DFR              | G    | 18 | Fabrizio Barbazza  | Brez                                               |
| Camel Benetton Ford               | Benetton     | B190B B191      | Ford HB5              | P    | 19 | Roberto Moreno     | Brez                                               |
| Camel Benetton Ford               | Benetton     | B190B B191      | Ford HB5              | P    | 19 | Michael Schumacher | Brez                                               |
| Camel Benetton Ford               | Benetton     | B190B B191      | Ford HB5              | P    | 20 | Nelson Piquet      | Brez                                               |
| Scuderia Italia SpA               | Dallara      | 191             | Judd GV               | P    | 21 | Emanuele Pirro     | Brez                                               |
| Scuderia Italia SpA               | Dallara      | 191             | Judd GV               | P    | 22 | Jyrki Järvilehto   | Brez                                               |
| Minardi Team                      | Minardi      | M191            | Ferrari 036           | G    | 23 | Pierluigi Martini  | Brez                                               |
| Minardi Team                      | Minardi      | M191            | Ferrari 036           | G    | 24 | Gianni Morbidelli  | Brez                                               |
| Minardi Team                      | Minardi      | M191            | Ferrari 036           | G    | 24 | Roberto Moreno     | Brez                                               |
| Ligier Gitantes                   | Ligier       | JS35 JS35B      | Lamborghini 3512      | G    | 25 | Thierry Boutsen    | Emmanuel Collard                                   |
| Ligier Gitantes                   | Ligier       | JS35 JS35B      | Lamborghini 3512      | G    | 26 | Érik Comas         | Emmanuel Collard                                   |
| Scuderia Ferrari SpA              | Ferrari      | 642 642/2 643   | Ferrari               | G    | 27 | Alain Prost        | Gianni Morbidelli, Andrea Montermini, Benuzzi      |
| Scuderia Ferrari SpA              | Ferrari      | 642 642/2 643   | Ferrari               | G    | 27 | Gianni Morbidelli  | Gianni Morbidelli, Andrea Montermini, Benuzzi      |
| Scuderia Ferrari SpA              | Ferrari      | 642 642/2 643   | Ferrari               | G    | 28 | Jean Alesi         | Gianni Morbidelli, Andrea Montermini, Benuzzi      |
| Larrousse F1                      | Lola         | LC91            | Ford DFR              | G    | 29 | Éric Bernard       | Brez                                               |
| Larrousse F1                      | Lola         | LC91            | Ford DFR              | G    | 29 | Aguri Suzuki       | Brez                                               |
| Larrousse F1                      | Lola         | LC91            | Ford DFR              | G    | 30 | Bertrand Gachot    |                                                    |
| Coloni Racing Srl                 | Coloni       | C4              | Ford DFR              | G    | 31 | Pedro Chaves       | Brez                                               |
| Coloni Racing Srl                 | Coloni       | C4              | Ford DFR              | G    | 31 | Naoki Hattori      | Brez                                               |
| Moštvo 7UP Jordan                 | Jordan       | 191             | Ford HB4              | G    | 32 | Bertrand Gachot    |                                                    |
| Moštvo 7UP Jordan                 | Jordan       | 191             | Ford HB4              | G    | 32 | Michael Schumacher |                                                    |
| Moštvo 7UP Jordan                 | Jordan       | 191             | Ford HB4              | G    | 32 | Roberto Moreno     |                                                    |
| Moštvo 7UP Jordan                 | Jordan       | 191             | Ford HB4              | G    | 32 | Alessandro Zanardi |                                                    |
| Moštvo 7UP Jordan                 | Jordan       | 191             | Ford HB4              | G    | 33 | Andrea de Cesaris  |                                                    |
| Modena Moštvo SpA                 | Lamborghini  | 291             | Lamborghini 3512      | G    | 34 | Nicola Larini      | Mauro Baldi, Marco Apicella                        |
| Modena Moštvo SpA                 | Lamborghini  | 291             | Lamborghini 3512      | G    | 35 | Eric van de Poele  | Mauro Baldi, Marco Apicella                        |

## Rezultati

### Velike nagrade
| Št. | Ime                             | Datum         | Dirkališče                | Zmagovalec       | Zmag. moštvo     | Poročilo |
| --- | ------------------------------- | ------------- | ------------------------- | ---------------- | ---------------- | -------- |
| 1   | Velika nagrada ZDA              | 10. marec     | Phoenix                   | Ayrton Senna     | McLaren-Honda    | Poročilo |
| 2   | Velika nagrada Brazilije        | 24. marec     | Interlagos                | Ayrton Senna     | McLaren-Honda    | Poročilo |
| 3   | Velika nagrada San Marina       | 28. april     | Imola                     | Ayrton Senna     | McLaren-Honda    | Poročilo |
| 4   | Velika nagrada Monaka           | 12. maj       | Monaco                    | Ayrton Senna     | McLaren-Honda    | Poročilo |
| 5   | Velika nagrada Kanade           | 2. junij      | Circuit Gilles Villeneuve | Nelson Piquet    | Benetton-Ford    | Poročilo |
| 6   | Velika nagrada Mehike           | 16. junij     | Hermanos Rodriguez        | Riccardo Patrese | Williams-Renault | Poročilo |
| 7   | Velika nagrada Francije         | 7. julij      | Magny-Cours               | Nigel Mansell    | Williams-Renault | Poročilo |
| 8   | Velika nagrada Velike Britanije | 14. julij     | Silverstone               | Nigel Mansell    | Williams-Renault | Poročilo |
| 9   | Velika nagrada Nemčije          | 28. julij     | Hockenheimring            | Nigel Mansell    | Williams-Renault | Poročilo |
| 10  | Velika nagrada Madžarske        | 11. avgust    | Hungaroring               | Ayrton Senna     | McLaren-Honda    | Poročilo |
| 11  | Velika nagrada Belgije          | 25. avgust    | Spa-Francorchamps         | Ayrton Senna     | McLaren-Honda    | Poročilo |
| 12  | Velika nagrada Italije          | 8. september  | Monza                     | Nigel Mansell    | Williams-Renault | Poročilo |
| 13  | Velika nagrada Portugalske      | 22. september | Estoril                   | Riccardo Patrese | Williams-Renault | Poročilo |
| 14  | Velika nagrada Španije          | 29. september | Catalunya                 | Nigel Mansell    | Williams-Renault | Poročilo |
| 15  | Velika nagrada Japonske         | 20. oktober   | Suzuka                    | Gerhard Berger   | McLaren-Honda    | Poročilo |
| 16  | Velika nagrada Avstralije       | 3. november   | Adelaide                  | Ayrton Senna     | McLaren-Honda    | Poročilo |

### Moštva
| Place | Moštvo             | Šasija       | Motor                | Gume | Točke | Zmage | Stopničke | Poli |
| ----- | ------------------ | ------------ | -------------------- | ---- | ----- | ----- | --------- | ---- |
| 1     | McLaren-Honda      | MP4/6        | Honda RA121E         | G    | 139   | 8     | 18        | 10   |
| 2     | Williams-Renault   | FW14         | Renault RS3          | G    | 125   | 7     | 17        | 6    |
| 3     | Ferrari            | F1-91 F1-91B | Ferrari 037          | G    | 55.5  |       | 8         |      |
| 4     | Benetton-Ford      | B190B B191   | Ford HBA5 Ford HBA6  | P    | 38.5  | 1     | 3         |      |
| 5     | Jordan-Ford        | 191          | Ford HBB4            | G    | 13    |       |           |      |
| 6     | Tyrrell-Honda      | 020          | Honda RA109E         | P    | 12    |       | 1         |      |
| 7     | Minardi-Ferrari    | M191         | Ferrari 037          | G    | 6     |       |           |      |
| 8     | Dallara-Judd       | F191         | Judd GV              | P    | 5     |       | 1         |      |
| 9     | Brabham-Yamaha     | BT59Y BT60Y  | Yamaha OX99          | P    | 3     |       |           |      |
| 10    | Lotus-Judd         | 102B         | Judd EV              | G    | 3     |       |           |      |
| 11    | Lola-Ford          | LC91         | Ford DFR             | G    | 2     |       |           |      |
| 12    | Leyton House-Ilmor | CG911        | Ilmor 2175A          | G    | 1     |       |           |      |
| 13    | Modena-Lamborghini | 291          | Lamborghini 3512     | G    |       |       |           |      |
| 14    | Fondmetal-Ford     | FA1ME-90     | Ford DFR             | G    |       |       |           |      |
| 15    | Ligier-Lamborghini | JS35 JS35B   | Lamborghini 3512     | G    |       |       |           |      |
| 16    | Coloni-Ford        | C4           | Ford DFR             | G    |       |       |           |      |
| 17    | AGS-Ford           | JH25B JH27   | Ford DFR             | G    |       |       |           |      |
| 18    | Footwork-Porsche   | A11C FA12    | Porsche V12 Ford DFR | G    |       |       |           |      |